# 若热·卡洛斯·丰塞卡
若热·卡洛斯·德阿尔梅达·丰塞卡（Jorge Carlos de Almeida Fonseca，发音[ˈʒɔɾʒɨ ˈkaɾluʒ dɨ alˈmejdɐ fõˈsekɐ]，1950年10月20日—），佛得角政治人物，律师，大学教授。1991年至1993年间担任外交部长。2011年9月9日起担任佛得角总统。2016年10月连任佛得角总统。